# لامين كانتي
لامين كانتي (بالفرنسية: Lamine Kanté)‏ مواليد 11 فبراير 1987 في كوربفوا، فرنسا، هو لاعب كرة سلة فرنسي. بدأ مسيرته الاحترافية في سنة 2007. يلعب مع نادي موناكو في الدوري الفرنسي لكرة السلة الدرجة الأولى. يحمل الرقم 10. يبلغ طوله 6 قدم 7 بوصة (2.0 م).

## المسيرة الاحترافية
لعب مع بواتييه باسكت 86 من سنة 2007 إلى 2010، ثم لعب مع شوليه باسكت في الدوري الفرنسي في موسم 2013–2014، ثم لعب مع ليموج سي إس بي في سنة 2014، ثم لعب مع نادي موناكو لكرة السلة في سنة 2015.

## روابط خارجية
- لامين كانتي على موقع الاتحاد الدولي لكرة السلة (الإنجليزية)
- لامين كانتي على موقع كرة السلة الأوروبية.كوم (الإنجليزية)
- لامين كانتي على موقع ريلجم (الإنجليزية)
- لامين كانتي على موقع بروبوليرز (الإنجليزية)
- لامين كانتي على موقع سبورتس رفرنس (الإنجليزية)